# Вандендрисшеїт
Вандендрисшеїт — гідроксид свинцю та уранілу. Хімічна формула: 8 [UO2 | (OH)2]•Pb(OH)2•4H2O. Сингонія ромбічна. Утворює псевдогексагональні кристали. Спайність досконала. Колір бурштиново-помаранчевий. Знайдений у зоні окиснення разом з фурмар'єритом та фергусонітом (резерфордитом). Рідкісний. Інша назва — мінерал Х.